# Francesco Acerbi
Francesco Acerbi (* 10. Februar 1988 in Dresano, Mailand) ist ein italienischer Fußballspieler. Der Innenverteidiger steht in den Diensten von Inter Mailand und ist Nationalspieler.

## Karriere

### Verein

#### Anfänge

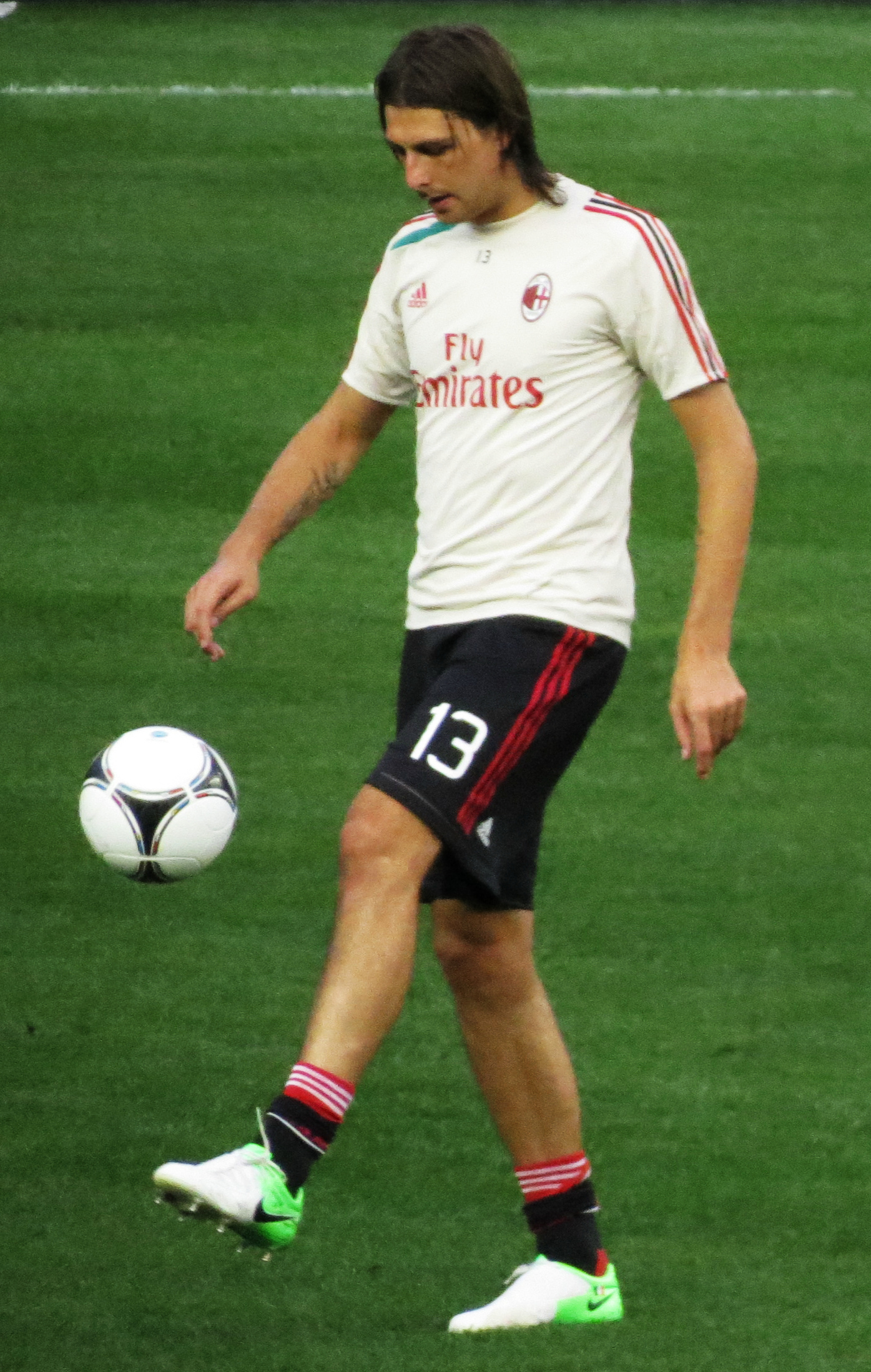
Francesco Acerbi im Trikot der AC Mailand (2012)

Francesco Acerbi begann seine Karriere im Jahre 2006 bei der AC Pavia. Nach zwei Leihjahren bei der AC Renate und bei Spezia Calcio wurde er an Reggina Calcio verkauft. Nach einem Jahr wurde er vom italienischen Erstligisten Chievo Verona verpflichtet und nach 17 Spielen im Sommer 2012 zur AC Mailand transferiert, die sich seine Transferrechte mit dem CFC Genua teilte. Ende Januar 2013 erwarb der CFC Genua 100 % der Transferrechte und verlieh Acerbi an Chievo Verona.

#### US Sassuolo
Zur Saison 2013/14 wechselte er zum Erstligaaufsteiger US Sassuolo Calcio. Für die US Sassuolo absolvierte er über 170 Pflichtspiele und erreichte in der Europa League 2016/17 mit der Mannschaft die Gruppenphase, in der man als Gruppenletzter ausschied.

#### Lazio Rom
Zur Saison 2018/19 wechselte er zu Lazio Rom. Bei Lazio wurde Acerbi sofort unumstrittener Stammspieler. Zudem gewann er zum Ende seiner ersten Saison mit den Hauptstädtern den italienischen Pokal und den italienischen Superpokal. In beiden Endspielen kam Acerbi zum Einsatz. In der Saison 2020/21 spielte Acerbi zum ersten Mal als Stammspieler Champions League. Er spielte alle acht Spiele über die volle Distanz. Im Achtelfinale schied Lazio gegen den amtierenden Sieger FC Bayern München deutlich aus. Acerbi konnte in einem Gruppenspiel gegen Zenit St. Petersburg eine Torvorlage beisteuern.
Im Oktober 2021 wurde bekannt, dass Lazio langfristig mit Acerbi bis zum Ende der Saison 2024/25 verlängert hat. Er soll bei den Biancocelsti neu ein Gehalt von etwa zwei Millionen Euro pro Jahr erhalten.

#### Inter Mailand
Am 1. September 2022 wechselte Acerbi auf Leihbasis mit Kaufoption zu Inter Mailand. Er debütierte am 13. September 2022 in der Champions League beim 0:2-Sieg gegen Viktoria Pilsen. Im Juni 2023 wurde Acerbi für vier Millionen Euro fest verpflichtet.

### Nationalmannschaft

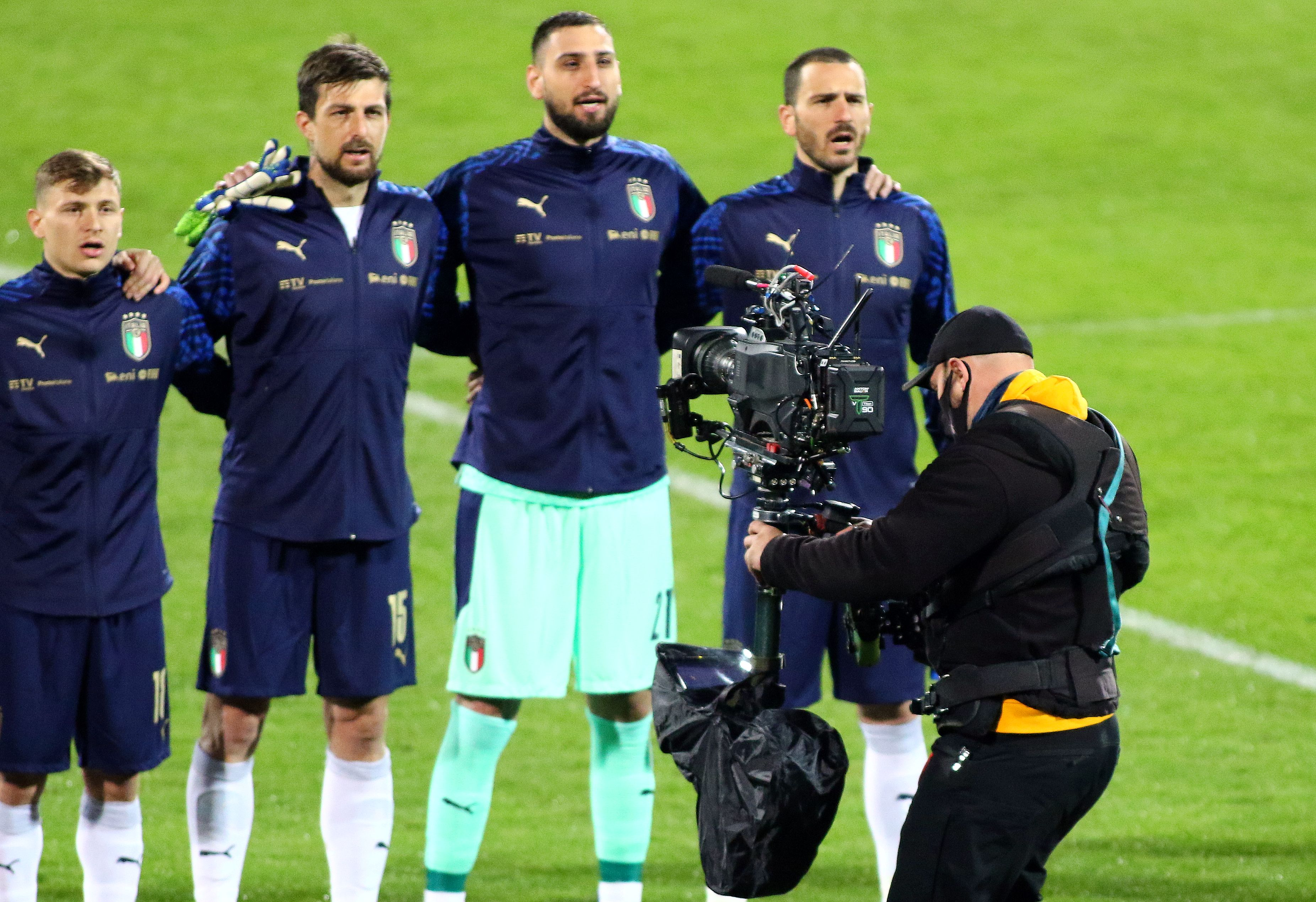
Acerbi während der italienischen Nationalhymne vor einem Spiel gegen Bulgarien

Am 20. August 2012 wurde er von Cesare Prandelli erstmals für die italienische Nationalmannschaft berufen, jedoch nicht eingesetzt. Sein Länderspiel-Debüt feierte er am 18. November 2014 beim 1:0-Erfolg über Albanien. Sein zweiter Einsatz folgte im März 2016 gegen Deutschland; im Mai 2016 wurde er zum Trainingslager mitgenommen. Im November 2018 gab er nach über zweieinhalb Jahren sein Nationalmannschaftscomeback. Ein Jahr später gelang ihm in seinem sechsten Länderspiel sein erster Treffer für die Squadra Azzurra: Im Spiel gegen Bosnien-Herzegowina markierte er in der 21. Minute den Treffer zum 1:0.

#### Europameisterschaft 2021
Bei der siegreichen Europameisterschaft 2021 stand er im italienischen Kader und kam zu drei Einsätzen. Im zweiten Gruppenspiel gegen die Schweiz ersetzte er noch in der ersten Halbzeit Kapitän Giorgio Chiellini, weil dieser sich verletzt hatte. Im letzten Gruppenspiel gegen Wales wurde er zur zweiten Halbzeit eingewechselt und ersetzte Leonardo Bonucci. Im Achtelfinale gegen Österreich spielte Acerbi über die ganzen 120 Minuten und bereitete Matteo Pessinas Tor zum 2:0 vor. Nach dem Achtelfinale hatte sich Chiellini von seiner Verletzung erholt, und Acerbi spielte darauf im weiteren Verlauf des Turniers nicht mehr.

#### Nach dem EM-Triumph
Nach der Europameisterschaft kam Acerbi direkt zu zwei Einsätzen über 90 Minuten gegen Bulgarien und Litauen. Einige Wochen später gewann der Abwehrmann beim Final-Turnier der Nations League, welches im eigenen Land stattfand, die Bronzemedaille. Im kleinen Finale, welches Italien mit 2:1 gegen Belgien in Turin gewann, stand er über die volle Spielzeit auf dem Platz.
Am 18. Juni 2023 gewann Acerbi im Final-Turnier der Nations League mit Italien wieder die Bronzemedaille. Er spielte bei der 1:2-Niederlage gegen Spanien und dem 3:2-Sieg gegen die Niederlande vom Anfang bis zum Ende durch.
Am 6. Mai 2025 erzielte Acerbi für Inter Mailand im Champions-League-Halbfinale der Saison 2024/25 gegen den FC Barcelona in der 3. Minute der Nachspielzeit den 3:3-Ausgleich und zwang den FCB in die Verlängerung, die seine Mannschaft mit 4:3 für sich entscheiden konnte. 

### Sonstiges

#### Krebserkrankung, positiver Dopingtest
Im Jahre 2013 erkrankte Acerbi an Hodenkrebs. Im Dezember 2013 war ein Dopingtest positiv. Während einer Krebstherapie hatte er ein Hormon verabreicht bekommen und versäumt, es bei der Dopingkontrolle anzugeben. Das CONI hob seine Sperre im Januar 2014 auf und stellte das Verfahren ein. Acerbi gilt als geheilt und kehrte im September 2014 in die Mannschaft der US Sassuolo zurück.

#### Rassismusvorwurf
Im März 2024 soll Acerbi während des Meisterschaftsspiels zwischen Inter Mailand und SSC Napoli den brasilianischen Innenverteidiger Juan Jesus rassistisch beleidigt haben. Daraufhin stand er nicht mehr im Kader der italienischen Nationalmannschaft für die beiden anstehenden Testspiele in den USA. Die Rassismusvorwürfe konnten nicht verifiziert werden.

## Titel

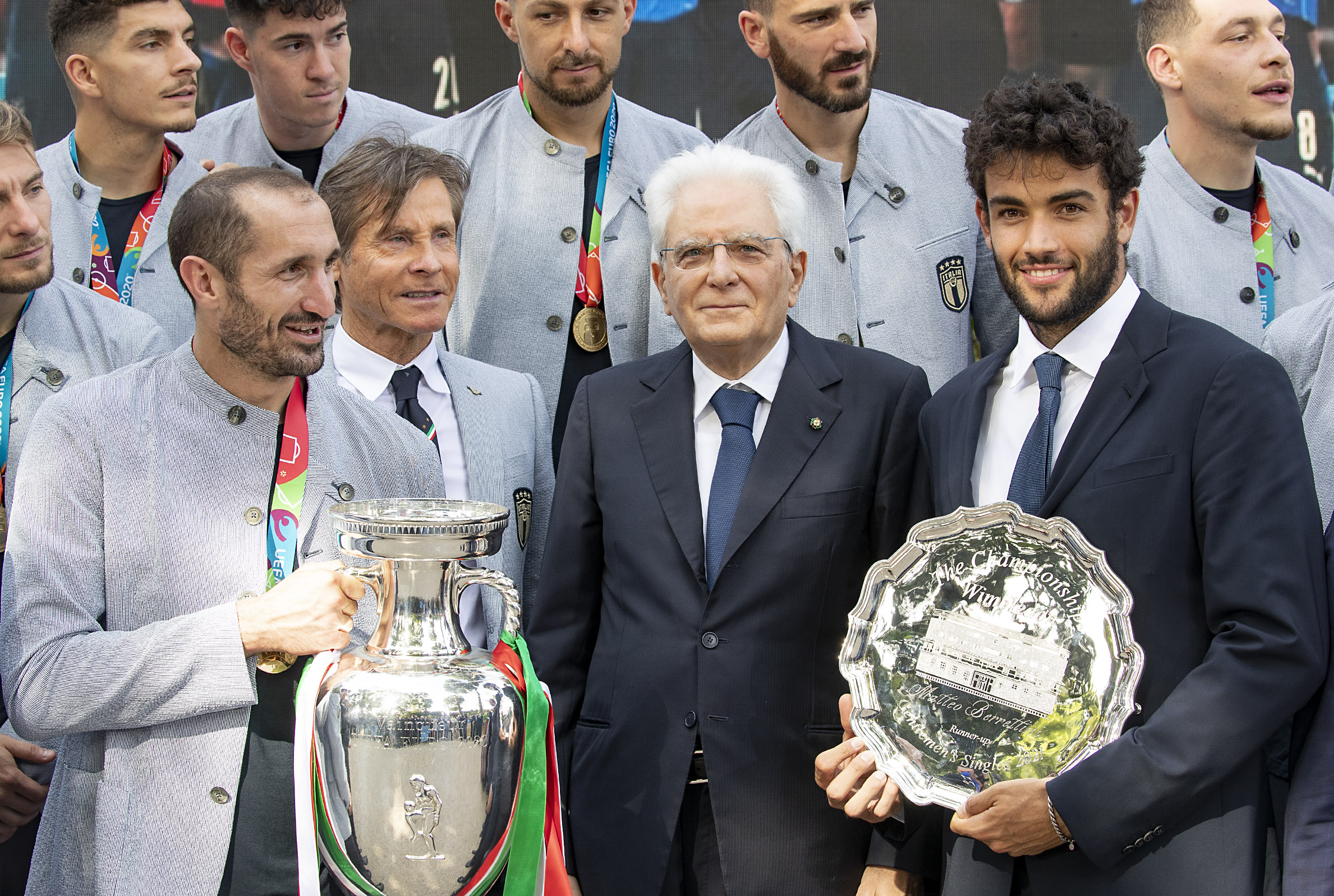
Acerbi (Obere Reihe, 3. von links) nach dem EM-Triumph

### Nationalmannschaft
- Europameister: 2021

### Verein
- Italienischer Meister: 2024 (Inter Mailand)
- Italienischer Pokalsieger (2): 2019 (Lazio Rom), 2023 (Inter Mailand)
- Italienischer Supercupsieger (3): 2019 (Lazio Rom), 2022, 2023 (beide Inter Mailand)

### Auszeichnungen
- Verdienstorden der Italienischen Republik (Ritter) – für den Gewinn der Europameisterschaft 2021[19]